# Национальная организация волонтёров в борьбе со стихийными бедствиями
Национа́льная организа́ция волонтёров в борьбе́ со стихи́йными бе́дствиями (англ. National Voluntary Organizations Active in Disaster, также National VOAD и NVOAD) — основанная в 1970 году коалиция из главных национальных общественных организаций в Соединённых Штатах, занимающихся предупреждением и ликвидацией чрезвычайных ситуаций.

## История
NVOAD была основана в 1970 году как ответ на проблемы, которые испытали многие организации, занимающиеся предупреждением и ликвидацией чрезвычайных ситуаций после урагана Камилла, который обрушился на побережье Мексиканского залива в августе 1969 года.
До основания NVOAD, многочисленные организации (как правительственные, так и частные, некоммерческие) служили и помогали жертвам стихийных бедствий независимо друг от друга. В результате, помощь приходила к жертвам стихийных бедствий бессистемно, часто возникало ненужное дублирование усилий, хотя в то же время другие потребности пострадавших не были удовлетворены. Люди, которые хотели добровольно помогать своим соседям, пострадавшим от стихийного бедствия, часто разочаровывались в различных организациях. Кроме того, доступность обучения для потенциальных волонтёров была ограничена.
Семь основателей различных организации встретились 15 июля 1970 года в штаб-квартире Американского Красного Креста, чтобы создать единую систему реакции на национальные бедствия. В ней приняли участие: Церковь адвентистов седьмого дня, Южная баптистская конвенция, Служба бедствий меннонитов, Общество святого Викентия де Поля, Комитет Христианская реформистская Всемирной помощи, Национальное Управление по ликвидации последствий стихийных бедствий Римско-католической церкви и Американский Красный Крест.
С семи организаций-учредителей в 1970 году, к 2013 году число членов VOAD выросло до 110.

## Члены VOAD
- англ. Adventist Community Services
- англ. All Hands Volunteers
- англ. American Baptist Men
- англ. American Radio Relay League
- Американский Красный Крест (англ. American Red Cross)
- англ. Brethren Disaster Ministries
- Католическая благотворительность США (англ. Catholic Charities USA)
- англ. Christian Disaster Response International
- англ. Christian Reformed World Relief Committee
- Всемирная церковная служба (англ. Church World Service)
- англ. Church of Scientology Disaster Response (организация также известна как англ. Volunteer Ministers)
- англ. City Team Ministries
- англ. Convoy of Hope
- англ. Episcopal Relief and Development
- англ. Feeding America (англ. Formerly America's Second Harvest)
- Питание для детей (англ. Feed the Children)
- Среда обитания для человечества (англ. Habitat for Humanity International)
- англ. Headwaters Relief Organization
- англ. Hope Coalition America
- Общество защиты животных Соединённых Штатов (англ. The Humane Society of the United States)
- англ. International Aid
- англ. International Critical Incident Stress Foundation
- англ. International Organization for Victim Assistance
- англ. International Relief and Development
- англ. International Relief Friendship Foundation
- англ. Latter Day Charities
- англ. Lutheran Disaster Response
- Служба бедствий меннонитов (англ. Mennonite Disaster Service)
- англ. Mercy Medical Airlift/англ. Angel Flight America
- англ. National Association of Jewish Chaplains
- англ. National Organization for Victim Assistance
- англ. Nazarene Disaster Response
- англ. Noah's Wish — Animal Disaster Response
- Операция «Благословение» (англ. Operation Blessing)
- англ. Presbyterian Disaster Assistance
- англ. REACT International
- Армия спасения (англ. The Salvation Army)
- Кошелёк самаритянина (англ. Samaritan’s Purse)
- англ. Save the Children
- Общество святого Викентия де Поля (англ. Society of St. Vincent de Paul)
- англ. Southern Baptist Convention
- англ. Taiwan Buddhist Tzu Chi Foundation USA
- Объединённая Церковь Христа (англ. United Church of Christ) — Wider Church Ministries
- англ. United Jewish Communities
- англ. United Methodist Committee on Relief (UMCOR)
- англ. United Way of America
- англ. Volunteers of America
- англ. World Vision